# Parafia św. Katarzyny Aleksandryjskiej w Świbie
Parafia Świętej Katarzyny Aleksandryjskiej w Świbie – parafia rzymskokatolicka, znajdująca się w diecezji kaliskiej, w dekanacie Kępno.